# Ivan Putski
Józef Bednarski, né le 21 juin 1941, est un catcheur et culturiste américano-polonais à la retraite, plus connu sous le pseudonyme d'Ivan Putski. On lui a donné le surnom de « The Polish Hammer » et « Polish Power ».
Putski est un ancien champion par équipe de la WWF avec Tito Santana.  Sa rivalité la plus célèbre est celle contre Superstar Billy Graham pour le championnat de la WWF qui a mené à de nombreux concours de poses, de bras de fer et de longs matchs entre les deux. Il a eu d'autres rivaux comme Iron Sheik, Ivan Koloff et Jesse Ventura, qui l’appelait « Puduski » quand il commentait pour la World Wrestling Federation. Il est d'ailleurs le premier Polonais à catcher pour cette fédération.

## Jeunesse
Putski est né à Cracovie et immigre aux États-Unis à un jeune âge,. Sa famille arrive au Texas où Ivan commence sa carrière dans le catch. Il mesure alors 5′ 7″ (1,71 m) et pèse 225 lb (102 kg). Au début, il est pesé à 250 lb (114 kg).

## Carrière dans le catch
Putski remporte deux fois le championnat par équipe de la NWA du Texas avec José Lothario en 1973.
Il est régulièrement dans les fédérations de Dallas-Ft. Worth et devient une personnalité populaire[réf. nécessaire]. Il apparaît régulièrement dans le Sportatorium, une salle destinée uniquement au catch dans une zone industrielle dans la banlieue de Dallas. Les apparitions de Putski consistaient en un personnage insouciant, souvent détaché qui porte le tombé à ses adversaires par chance. Il est souvent présenté comme un survivant des camps de concentration pour ajouter du capital sympathie[réf. nécessaire].
Au milieu de l'année 1974, il travaille pour l'American Wrestling Association.
Avant de quitter la fédération, Ivan perd beaucoup de poids en se consacrant au culturisme[réf. nécessaire]. Il maintient son poids aux alentours de 215 lb (98 kg)-220 lb (100 kg)

### World (Wide) Wrestling Federation(1974–1987)

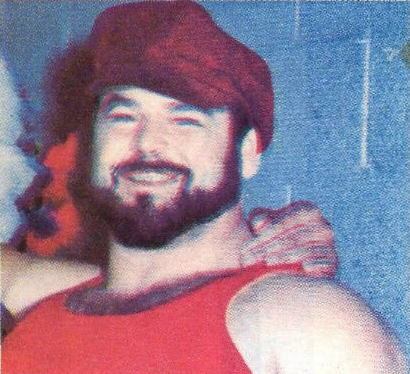
Ivan Putski en 1977

Putski débute à la World Wide Wrestling Federation (WWWF) en 1974. Il feude alors contre des nombreux catcheurs, dont Bruiser Brody, Stan Hansen et Ivan Koloff. Le 25 juin 1976, lors de Showdown at Shea, Putski bat Baron Mikel Scicluna. Quatre ans plus tard, il ressort victorieux du Showdown at Shea en battant Johnny Rodz.
Le 22 octobre 1979, il fait équipe avec Tito Santana pour battre Johnny et Jerry Valiant pour remporter le championnat par équipe de la WWF. Ils retiennent le titre pendant six mois avant de le perdre face aux Wild Samoans.
Putski travaille à la WWF pendant les années 1980, principalement en feudant face à Roddy Piper and Sgt. Slaughter. Il prend une pause en 1986 et retourne rapidement dans le circuit indépendant, tout en retournant à la WWF pour perdre face aux têtes d'affiche. Sa dernière rivalité importante est, en 1984, contre Jesse Ventura. Sa dernière apparition dans cette fédération est un match en équipe avec Junkyard Dog et Superstar Billy Graham dans un match par équipe. En novembre 1985, il se fait battre par Randy Savage lors du premier match qualificatif pour The Wrestling Classic.

### Autres promotions
Il commence à ralentir sa carrière dans les années 1980. Il gagne son dernier championnat par équipe avec Wahoo McDaniel contre Dory Funk, Jr. et Larry Lane pour remporter le titre de la Southwest Championship Wrestling (SCW).

### Retour à la WWF (1995-1997)
En 1995, Ivan est introduit dans le WWF Hall of Fame par son fils, Scott. Le père et le fils remontent sur le ring en juillet 1997 pour battre Jerry Lawler et Brian Christopher lors de Raw is War, dans ce qui est annoncé comme le dernier match d'Ivan.

### International Championship Wrestling(1996)
Après son passage à la WWF et dans plusieurs autres promotions, ainsi qu'une presque retraite, il retourne sur les rings dans les années 1990. En 1996, il rejoint la International Championship Wrestling, en tant que face. Il gagne plusieurs match dans l'entreprise et est présenté comme un dur à cuire, mais il n'y a pas remporté de championnats.

### Retraite
Putski travaille dans plusieurs promotions, surtout dans le circuit indépendant, avant de prendre sa retraite de la compétition active dans les années 1990. Il devient alors homme fort tout en apparaissant occasionnellement sur le ring.
En 2010, Putski participe à la réunion appelée LegendsMania et est interviewé.

## Carrière d'homme fort
En parallèle de sa carrière de catcheur, Putski est aussi homme fort. Il participe à la compétition 1978 World's Strongest Man, finissant huitième des dix compétiteurs. Il dévelopee une force remarquable dans les jambes en montant et descendant les marches du stade de football près de chez lui à Austin dans le Texas.

## Vie privée
Le fils d'Ivan, James Scott Bednarski, est également catcheur sous le nom de Scott Putski. Il a travaillé avec la World Wrestling Federation et la World Championship Wrestling. Toutefois, Scott n'a jamais atteint le même niveau de succès que son père.
Entre l'année 2000 et 2007, Józef Bednarski travaille en tant que chef des gardiens de sécurité à la Jack C. Hays High School à Buda au Texas.
Le 8 janvier 2012, Ivan Putski est introduit dans le Cloverleaf Radio Hall of Fame dans la promotion de l'année 2012.

## Palmarès
- Big Time Wrestling
  - NWA American Tag Team Championship (1 fois) – avec Jose Lothario[1]
  - NWA Texas Tag Team Championship (2 fois) – avec Jose Lothario[1]

- Pro Wrestling Illustrated
  - PWI Tag Team of the Year en 1979 avec Tito Santana
  - no  170 sur 500 de la liste des meilleurs catcheurs des années précédentes en 2003[7]
  - no  92 sur 100 de la liste des meilleures équipes des années précédentes, avec Tito Santana, en 2003[7]

- Southwest Championship Wrestling
  - SCW World Tag Team Championship (1 fois) – avec Wahoo McDaniel

- World Wrestling Federation
  - Champion par équipe de la WWF (1 fois) – avec Tito Santana
  - WWE Hall of Fame (introcution en 1995)

- Wrestling Observer Newsletter awards
  - Readers' Least Favorite Wrestler
  - Worst Wrestler (1984)